# Anton Fürbringer

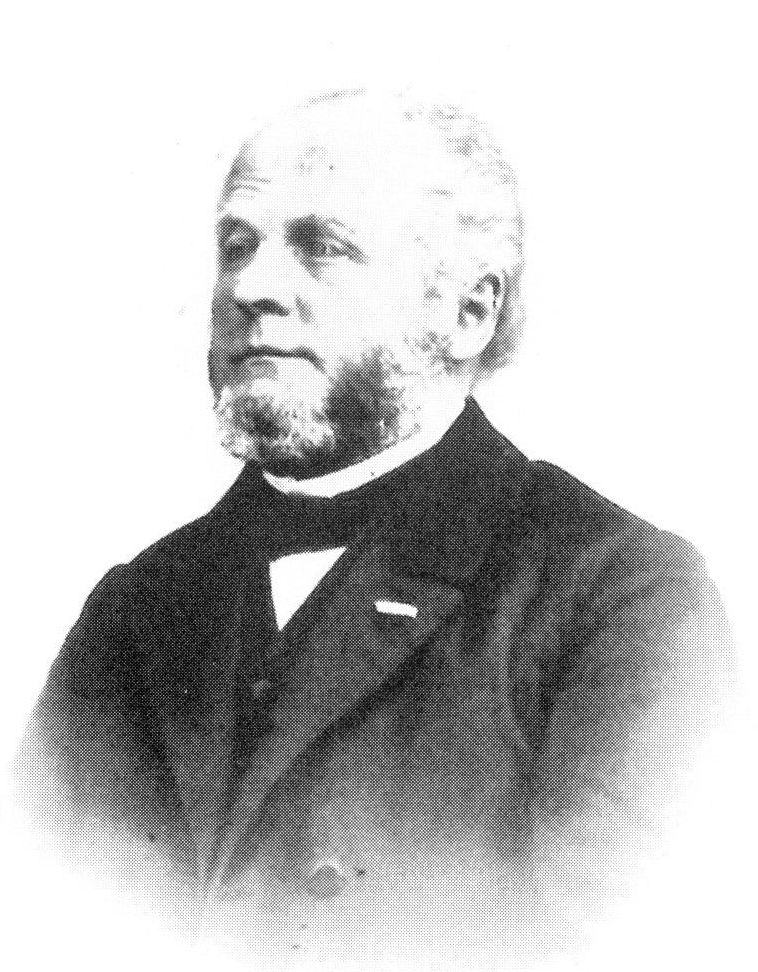
Anton Fürbringer

Anton Fürbringer (* 1. Juli 1818 in Gera; † 20. April 1880 in Jena) war ein deutscher Jurist und Politiker.

## Leben
Fürbringer war der Sohn des praktischen Arztes Dr. med. Johann Karl Gottfried Fürbringer und dessen Ehefrau Sophie Caroline Christiane geborene Hesse. Er heiratete am 13. August 1842 in Gera Ulrike Mariane Christiane Leo (* 14. November 1823 in Wüstfalke; † 7. Januar 1889 in Jena), die Tochter des Rittergutsbesitzers Moritz Ernst Leo auf Klein- und Wüstfalke. Der Landtagsabgeordnete Eduard Leo war sein Schwager.
Fürbringer besuchte das Rutheneum bis Ostern 1828 und ging in der Prima ab. Nach dem Studium der Rechts- und Staatswissenschaften war er ab dem 8. Dezember 1831 Akzeß bei der gemeinschaftlichen Landesregierung und -administration Gera. Am 27. August 1840 erwarb er die Bürgerrechte in Gera.  Am 30. Mai 1832 war er Niedergerichtsadvokat des Fürstentums Gera und seit dem 2. September 1840 gemeinschaftlicher Regierungs- und Konsistorialadvokat in Gera. 1849 wurde er Obergerichtsadvokat in Gera. Am 18. Mai 1857 wurde er tzm Dirigent der II. Abteilung des Justizministeriums mit dem Titel eines Justizrates ernannt. Zum 1. Juli 1963 wurde er Kreisgerichtsrat am Kreisgericht Gera. Zum 9. Januar 1867 erhielt er die Stelle des nichtakademischen Oberappellationsgerichtsrates beim Oberappellationsgericht Jena.
Vom 27. August bis zum 21. Dezember 1849 und vom 20. Februar 1856 bis 1857 war er Mitglied im Landtag Reuß jüngerer Linie. Vom 20. Februar bis 20. Juni 1856 war er dort Landtagspräsident.
1867 wurde er mit dem Zivil-Ehrenkreuz ausgezeichnet.